# Kiltormer
Kiltormer est un village en Irlande à 8 miles de Ballinasloe, situé dans le comté de Galway. Sa population est d'environ 600 habitants. 